# Пећина Обод
Пећина Обод је пећина која се налази у Републици Српској. То је најзначајнији хидролошки објекат Фатничког поља. Налази се у сјеверном дијелу поља, у непосредној блиѕини пута Билећа - Берковићи, на 476 метара апсолутне висине. 
Први детаљнији морфолошки опис пећине потиче од Јована Цвијића, послије његове екскурзије 1897. године, током које је у Фатничком и Дабарском пољу провео неколико дана у истраживањима. Резултате је објавио 1900. године у дјелу ,,Крашка поља западне Босне и Херцеговине".
Детањна спелеолошка истрађивања предузели су 1964. године спелеолози СД Народне Републике Босне и Херцеговине, за потребе Хидтросистема Требишњица. Истраживања су изведена у циљу одређивања преградног мјеста за затварање Обода, умјеравања поплавних вода директним подземним путем према врелима Требишњице и формирања узводне акумулације у Церничком пољу. 
Покушај затварања Обода бетонским чепом 1964. године је завршен неуспјешно.
Морфолошки, јама се састоји од улазне дворане, узводног подземног канала којим воде дотичу из правца Фатачког и Церничког поља и низводног канала који одводи воде према врелима Требишњице. По хирдолошкој функцији, Обод је еставела. Вишак воде који не могу да приме подземни канали, у периоду од касне јесени до раног прољећа, излије се и плави Фатничко поље. Када се почну повлачити воде периодског језера, тада подземни канали примају воде у подземље. Дно улазне дворане је испуњено углачаним валутицама кречњака транспортованим подземним путем. Подземни канал је испуњен блоковима стијена, валутицама и глином. На крајевима канала налазе се два стална језера. То је и најнижа тачка Обода, 45 метара испод нивоа улаза. 